# Reason Studios
Reason Studios (früher Propellerhead Software) ist ein Hersteller von Musiksoftware mit Sitz in Stockholm (Schweden). Das Unternehmen wurde im Jahre 1994 gegründet und machte sich vor allem durch die Studio-Emulationssoftware Reason einen Namen.

## Geschichte
Reason Studios wurde im Jahre 1994 als Propellerhead Software von Ernst Nathorst-Böös, Marcus Zetterquist und Pelle Jubel gegründet, welche noch immer bedeutende Positionen im Unternehmen innehaben. Die erste entwickelte Software war das Programm ReCycle, ein Tool zur Bearbeitung von Loops, das unter anderem das Tempo eines Loops ändern konnte, ohne dass die Tonhöhe beeinträchtigt wurde. Als Exportmedium diente das  firmenspezifische REX-Format.
1997 gab die Firma das Programm ReBirth RB-338 heraus, ein schrittbasierter, programmierbarer Sequenzer, der klassische Roland-Instrumente, die oft mit Techno assoziiert werden, emuliert: 2 TB-303 Bass Line Synthesizer und die Drum-Maschine TR-808. Ab Version 2 kam zusätzlich die Drum-Maschine TR-909 hinzu. Es wurde als bezahlbare Alternative zu alten, unzuverlässigen Geräten begrüßt, aber auch wegen klanglicher Einschränkungen kritisiert. Die Roland Corporation bat darum, dass ein Hinweis zu den ReBirth-Paketen sowie zum Startbildschirm hinzugefügt wurde; der inoffizielle Hinweis wurde zum Marketing-Boost für Reason Studios und hat die enge Beziehung zu Roland aufrechterhalten. Trotzdem erwirkte Roland später die Einstellung der Entwicklung.
Später wurde ReWire gemeinsam mit Steinberg zur Nutzung von Rebirth mit dem Sequenzer Cubase entwickelt. Es wurde 1998 herausgegeben und bietet eine virtuelle Audio- und eine Synchronisationsverbindung zwischen beiden Programmen. Im Januar 1999 wurde das Protokoll für die lizenzgebührenfreie Benutzung durch Drittanbietersoftware freigegeben. Dadurch sollte die Kommunikation zwischen verschiedenen Sequenzern ermöglicht werden.
Das  Propellerhead fokussierte sich bald auf ihr neues Produkt, Reason, das im Jahr 2000 erschien. Reason ist eine Studio-Emulation, mit virtuellen Kabeln, mehreren Synthesizern, Samplern, einer Drummachine, einer Funktion, um REX Loops abzuspielen, einem Pattern-Sequenzer und verschiedensten Effekteinheiten. Besonders attraktiv ist die Fähigkeit von Reason, so viele Geräte erstellen zu können, wie der Computer verarbeiten kann, sowie auch der einfache Sequenzer für die Automatisierung von Noten und Geräten. Die Leistungsanforderungen sind so gering, dass Reason auch auf Durchschnittscomputern ausgeführt werden kann.
2019 akquirierte Reason Studios zwei Music-Apps von Allihoopa, Figure und Take, und integrierte sie in Reason.
Im selben Jahr nannte sich das Unternehmen in ReasonStudios um.

## Name
Der ursprüngliche Name Propellerhead verweist auf die Träger von Propeller-Beanies, als die Science-Fiction-Fans, Geeks und andere Technikbegeisterte zuweilen karikiert werden.
Das Unternehmen steht in keiner Verbindung zu der britischen Big-Beat-Band Propellerheads.

## Benutzung des Internets
Schon früh nutzte Reason Studios das Internet sowohl als Marketingwerkzeug als auch als Möglichkeit, mit den Nutzern in Kontakt zu kommen. Eine Alpha-Version von ReBirth wurde 1996 als kostenloser Download auf der Webseite von Reason Studios angeboten. Die Firma suchte sogar über das Internet nach aktiven Nutzern des TB-303 und schickte diesen eine E-Mail, damit diese die neue Software ausprobieren.

## Derzeitige Produkte
- Reason
- Reason Essentials – Abgespeckte Version von Reason.
- Reason Adapted – eine eingeschränkte Version von Reason, die innerhalb verschiedener Softwarepakete vertrieben wird.
- ReCycle. ReCycle ist die erste Computer-Software, die von Propellerhead in den 1990er Jahren entwickelt und vertrieben wurde. Mit ReCycle ist es möglich, Loops in Slices zu schneiden, was die Arbeitsweise vieler Musiker erleichtert hat. Mithilfe dieser Slices ist es nun möglich, einen Loop beispielsweise schneller oder langsamer abzuspielen, ohne dass sich dessen Tonhöhe ändert. Außerdem kann man die Reihenfolge der gespielten Noten des Loops ändern, wenn auf jede gespielte Note ein Slice kommt. Exportiert wird die bearbeitete Datei in dem von Propellerhead entwickelten REX-Format.

### Technologien
- ReWire
- REX2
- Remote – ein Kommunikationsprotokoll zur Kommunikation zwischen Steuerfläche und Softwareanwendungen, erstmals integriert in Reason 3.
- RE (Rack Extensions) – proprietäre Plugin-Schnittstelle (ab Reason 6.5), welche es registrierten Anbietern ermöglicht, Instrumente, Effekte und Utilities für Reason zu entwickeln. Der Vertrieb von REs erfolgt ausschließlich über den Propellerhead Onlineshop .

Kategorien der Rack Extensions:
- Instrumente (erzeugen Wellenformen)
- Kreativ-Effekte
- Studio-Effekte
- Werkzeuge (meistens CV-basiert)

### Rack Extensions
- A-List Acoustic Guitarist
- A-List Classic Drummer
- A-List Power Drummer
- A-List Studio Drummer
- Parsec Spectral Synthesizer
- Polar Dual Pitch Shifter
- Pop Chords A-List Electric Guitarist
- Power Chords A-List Electric Guitarist
- PX7 FM Synthesizer
- Radical Keys Electric Piano
- Radical Piano Acoustic Piano
- Rotor Rotary Speaker
- Synchronous Effect Modulator

### Reason ReFills
ReFills komprimiert Sounds, Einstellungen und Instrumentenkonfigurationen in kleine Dateien (dies ist der einzige Weg, mehrere zusätzliche Sounds auf einmal in Reason zu importieren)
- Reason Pianos
- Reason Drum Kits
- RDK Vintage Mono ReFill
- ElectroMechanical 2.0 ReFill
- Strings ReFill
- Abbey Road Keyboards – entwickelt mit den berühmten Abbey Road Studios[11]
- Reason Electric Bass

### IOS
- Thor
- Take
- Figure
- Reason Compact